# Усов, Сергей Асафьевич
Серге́й Аса́фьевич У́сов (род. 16 января 1964 или 14 января 1964, Ташкент) — советский, узбекский и белорусский легкоатлет, специалист по барьерному бегу. Выступал за сборные СССР, СНГ и Белоруссии по лёгкой атлетике в 1983—1994 годах, многократный победитель и призёр первенств национального уровня, действующий рекордсмен Узбекистана в беге на 110 и 60 метров с барьерами, участник летних Олимпийских игр в Барселоне. На всесоюзных соревнованиях представлял Ташкент и спортивное общество «Динамо». Мастер спорта СССР международного класса.

## Биография
Сергей Усов родился 16 января 1964 года в городе Ташкенте Узбекской ССР.
Заниматься лёгкой атлетикой начал в 1975 году под руководством Андрея Ивановича Попова, первое время специализировался на многоборьях и прыжках в длину. В 1979 году перешёл к тренеру Владимиру Александровичу Бурматову, выбрал в качестве основной своей дисциплины барьерный бег. Состоял в добровольном спортивном обществе «Динамо».
Впервые заявил о себе на международном уровне в сезоне 1983 года, когда вошёл в состав советской сборной и выступил на юниорском европейском первенстве в Швехате, где стал серебряным призёром в беге на 110 метров с барьерами.
Рассматривался в качестве кандидата на участие в Олимпийских играх 1984 года в Лос-Анджелесе, но Советский Союз вместе с несколькими другими странами восточного блока бойкотировал эти соревнования по политическим причинам. Вместо этого Усов принял участие в альтернативном турнире «Дружба-84» в Москве — здесь в 110-метровом барьерном беге финишировал четвёртым.
В 1985 году на зимнем чемпионате СССР в Кишинёве получил серебро в беге на 60 метров с барьерами, тогда как на летнем чемпионате СССР в Ленинграде в беге на 110 метров барьерами превзошёл всех соперников и завоевал золотую медаль. Победил в своей дисциплине на Кубке Европы в Москве — тем самым помог своим соотечественникам выиграть мужской командный зачёт. На последовавшем Кубке мира в Канберре уступил американцу Тони Кэмпбеллу, при этом советские легкоатлеты стали вторыми позади команды США.
В 1987 году был вторым на зимнем чемпионате СССР в Пензе и на летнем чемпионате СССР в Брянске. На чемпионате мира в Риме не смог преодолеть предварительный квалификационный этап.
В 1988 году победил на зимнем чемпионате СССР в Волгограде, показал четвёртый результат на чемпионате Европы в помещении в Будапеште. На летнем чемпионате СССР в Таллине выиграл серебряную медаль. Также в этом сезоне на соревнованиях в Ленинграде установил свой личный рекорд в беге на 110 метров с барьерами — 13,27 (данный результат до настоящего времени остаётся национальным рекордом Узбекистана).
На чемпионате СССР 1989 года в Горьком добавил в послужной список ещё одну награду серебряного достоинства.
В 1990 году взял бронзу на зимнем чемпионате СССР в Челябинске и серебро на летнем чемпионате СССР в Киеве. Занял шестое место на Играх доброй воли в Сиэтле и седьмое место на чемпионате Европы в Сплите.
В 1991 году финишировал вторым на зимнем чемпионате СССР в Волгограде и пятым на чемпионате мира в помещении в Севилье. На летнем чемпионате СССР, проходившем в рамках X летней Спартакиады народов СССР в Киеве, стал третьим.
В 1992 году одержал победу на чемпионате СНГ в Москве и тем самым вошёл в состав Объединённой команды, собранной из спортсменов бывших советских республик для участия в Олимпийских играх в Барселоне. В программе барьерного бега на 110 метров Усов дошёл до стадии полуфиналов. Помимо этого, отметился выступлением на Кубке мира в Гаване, где в своей дисциплине пришёл к финишу вторым позади американца Колина Джексона.
После распада Советского Союза Сергей Усов ещё в течение некоторого времени оставался действующим спортсменом и продолжал принимать участие в крупнейших международных стартах в составе белорусской национальной сборной. Так, в 1993 году он представлял Белоруссию на чемпионате мира в помещении в Торонто и на чемпионате мира в Штутгарте. Также выиграл серебряную медаль на зимнем чемпионате России в Москве и бронзовую медаль на летнем чемпионате России в Москве.
В 1994 году бежал 60 метров с барьерами на чемпионате Европы в помещении в Париже, дошёл до полуфинала.
Впоследствии занимался бизнесом в Белоруссии, управлял крупной компанией по продаже стройматериалов.